# Manduca morelia
Manduca morelia là một loài bướm đêm thuộc họ Sphingidae. Loài này có ở México.